# Pangals
Els pangals són una branca dels meiteis, el principal grup ètnic de Manipur. S'estima que són uns 150.000 i de majoria musulmana. Viuen principalment a Imphal i rodalia. Es creu que són descendents d'un grup de guerrers musulmans de Sylhet que es van casar amb dones meiteis del país.